# Lindita Halimi
Lindita Halimi, née le 24 mars 1989 à Vitina, est une chanteuse albano-kosovare. Elle représente l'Albanie au Concours Eurovision de la chanson 2017.

## Biographie
Lindita devient connue avec sa participation à Ethet, la version albanaise de La Nouvelle Star, où elle se classe dans le top 10. En 2009, elle remporte la sixième édition du concours de musique Top Fest avec la chanson Ëndërroja qui signifie « je rêve ». Elle participe au 53e Festivali I Këngës en décembre 2014 et termine finalement troisième. En 2016, elle participe encore une fois au Festivali I Këngës avec la chanson Botë, où elle réussit à se qualifier pour la finale. Le 23 décembre 2016, elle remporte la compétition et est donc choisie pour représenter l’Albanie au Concours Eurovision de la chanson 2017 à Kiev. Elle termine à la 14e place lors de la première demi-finale le 9 mai et ne se qualifie pas pour la finale.